# Bureau Raampoort (televisieserie)
Bureau Raampoort is een Nederlandse politieserie die werd uitgezonden door SBS6 in 2014-2015.

## Geschiedenis
De verhalen zijn gebaseerd op de succesvolle boekenreeks Baantjer & De Waal van Simon de Waal en Appie Baantjer. In december 2014 werden twee proefafleveringen uitgezonden. Hierop bestelde SBS Broadcasting dezelfde maand een heel seizoen van de serie, dat op 5 oktober 2015 van start ging.
Bureau Raampoort ontleent zijn naam en opzet aan het politiebureau Raampoort in Amsterdam. Een team van geüniformeerde politieagenten en rechercheurs met een hoofdinspecteur als chef behandelt per aflevering van enkele spannende en soms ook licht komische zaken. Het komt regelmatig voor dat privésituaties aanleiding zijn voor gebeurtenissen op het werk en andersom. Vaak blijken de verschillende zaken iets met elkaar te maken te hebben.

## Rolverdeling

### Vaste rollen
| Acteur          | Personage           | Rol                   |
| --------------- | ------------------- | --------------------- |
| Thomas Acda     | Peter van Opperdoes | Rechercheur           |
| Tim Haars       | Jacob Holm          | Rechercheur           |
| Eric van Sauers | Belker              | Undercoverrechercheur |
| Ricky Koole     | Diana               | Rechercheur           |
| Henk Poort      | Leo van Straaten    | Bureauchef            |
| Tamara Brinkman | Cathelijne de Wind  | Lijkschouwer          |

### Terugkerende rollen
| Acteur          | Personage      | Rol             |
| --------------- | -------------- | --------------- |
| Yannick de Waal | Vincent        | Agent           |
| Boy Ooteman     | Jan Rozenbrand | Wachtcommandant |

## Afleveringen
| Afl. | Nr.  | Titel            | Regisseur             | Scenario                                                    | Datum            | Kijkcijfers |
| --- | ---- | ---------------- | --------------------- | ----------------------------------------------------------- | ---------------- | ----------- |
| 1 | 1.01 | Aflevering 1     | Michiel van Jaarsveld | Simon de Waal                                               | 3 december 2014  | 1.200.000   |
| Gebaseerd op het boek Een schot in de roos. |      |                  |                       |                                                             |                  |             |
| 2 | 1.02 | Aflevering 2     | Michiel van Jaarsveld | Simon de Waal                                               | 10 december 2014 | 959.000     |
| Gebaseerd op het boek Een schot in de roos. |      |                  |                       |                                                             |                  |             |
| 3 | 1.03 | Het stenen hoofd | Tim Oliehoek          | Simon de Waal                                               | 5 oktober 2015   | 880.000     |
| Gebaseerd op het boek Een dief in de nacht. Langs het water van het IJ wordt een dode man aangetroffen. De moord wordt onderzocht door rechercheurs Van Opperdoes en Holm. De rechercheurs vragen zich af waarom deze man nog aan wal ligt; was het een waarschuwing? Of had de moordenaar geen tijd om zijn slachtoffer in het water te gooien? |      |                  |                       |                                                             |                  |             |
| 4 | 1.04 | De Krokodil      | Tim Oliehoek          | Lineke van den Boezem, Matthijs van Wensveen, Simon de Waal | 12 oktober 2015  | 955.000     |
| Van Opperdoes en Jacob komen, na een bloeddorstige liquidatie, terecht in een schimmige wereld van de maffia en geheimzinnige juweliers. |      |                  |                       |                                                             |                  |             |
| 5 | 1.05 | Uit de brand     | Tim Oliehoek          | Thomas van der Ree, Winchester McFly                        | 19 oktober 2015  | 755.000     |
| Commissaris van Straaten stuurt Van Opperdoes en Jacob naar een brandende auto, waar nog iemand in blijkt te zitten. |      |                  |                       |                                                             |                  |             |
| 6 | 1.06 | De studente      | Eché Janga            | Simon de Waal                                               | 26 oktober 2015  | 1.068.000   |
| Gebaseerd op het boek Een wolf in schaapskleren. |      |                  |                       |                                                             |                  |             |
| 7 | 1.07 | De dode yogi     | Eché Janga            | Thomas van der Ree, Winchester McFly                        | 2 november 2015  | 841.000     |
| In een badkuip op de binnenplaats van een yogaschool wordt een dode man aangetroffen. |      |                  |                       |                                                             |                  |             |
| 8 | 1.08 | Koning Oedipus   | Eché Janga            | Lineke van den Boezem, Matthijs van Wensveen                | 9 november 2015  | 799.000     |
| De rechterhand van een van grootste toneelspelers wordt dood gevonden in de schouwburg. Van Opperdoes en Jacob duiken in de zaak. |      |                  |                       |                                                             |                  |             |